# Crocomela intensa
Crocomela intensa är en fjärilsart som beskrevs av Walker 1854. Crocomela intensa ingår i släktet Crocomela och familjen björnspinnare. Inga underarter finns listade i Catalogue of Life.